# Metathyrida catalaianus
Metathyrida catalaianus är en fjärilsart som beskrevs av Pierre E.L. Viette 1954. Metathyrida catalaianus ingår i släktet Metathyrida och familjen Crambidae. Inga underarter finns listade i Catalogue of Life.